# Sexed Up
"Sexed Up" é uma canção escrita por Robbie Williams e Guy Chambers gravada pelo cantor Robbie Williams.
É o quarto single do quinto álbum de estúdio lançado a 18 de Novembro de 2002, Escapology, e esteve presente na trilha sonora da telenovela Mulheres Apaixonadas.
A canção ganhou uma versão brasileira cantada pelo cantor sertanejo Leonardo intitulado "Eu Sei Que Te Perdi" para o álbum "Brincadeira Tem Hora".

## Paradas
| Parada (2003)                  | Posições |
| ------------------------------ | -------- |
| Brasil                         | 1        |
| Hungria - Mahasz               | 5        |
| Itália                         | 8        |
| Dinamarca                      | 9        |
| Reino Unido - UK Singles Chart | 10       |
| Austrália                      | 17       |
| Irlanda                        | 18       |
| Nova Zelândia                  | 25       |
| Roménia - Romanian Top 100     | 31       |
| Países Baixos                  | 33       |
| Áustria                        | 45       |
| Alemanha                       | 53       |
| Suíça                          | 59       |

## Versão de Leonardo
A canção ganhou uma versão brasileira cantada pelo cantor sertanejo Leonardo intitulado "Eu Sei Que Te Perdi" para o álbum "Brincadeira Tem Hora". Embora, não tenha repercutido muito, a canção se popularizou entre os fãs, além de ser uma das canções mais românticas gravadas por Leonardo.